# Искра (Омская область)
Искра — село в Называевском районе Омской области России. Административный центр Искровского сельского поселения. Население 320 чел. (2010) .

## География
Расположен на западе региона, в северо-западной части района, в 70 км от районного центра г. Называевск. Площадь села составляет 1,1 км кв.
Уличная сеть состоит из 11 географических объектов: улицы Горького, Интернациональная, Ленина, Молодёжная, Новая, Омская, Северная, Южная, Рабочая 1-я, Рабочая 2-я, Рабочая 3-я.
Абсолютная высота — 125 м над уровнем моря.

## История
Возникло в 1930 году как центральная усадьба колхоза «Искра».
В соответствии с Законом Омской области от 30 июля 2004 года № 548-ОЗ «О границах и статусе муниципальных образований Омской области» село возглавило образованное Искровское сельское поселение.

## Население
| 2002 | 2010 |
| ---- | ---- |
| 480  | ↘320 |

На 25.09.2012 в селе проживали 435 граждан в 147 домах.
Гендерный состав
По данным Всероссийской переписи населения 2010 года в гендерной структуре населения из 320 человек мужчин — 140, женщин — 180 (43,8	и 56,2 % соответственно).
Национальный состав
Согласно результатам переписи 2002 года, в национальной структуре населения русские составляли 80 % из общей численности населения в 480 чел.
По данным на 2008 г. , в национальной структуре населения русские составляли 83 %, казахи — 7,8 %, немцы — 3,2 %.

## Инфраструктура
СОШ, СДК, ФАП.
Развитое сельское хозяйство, есть фермерские и личные подсобные хозяйства.

## Транспорт
Автодорога «Искра — Искра» (идентификационный номер 52 ОП МЗ Н-238) длиной 20,00 км..